# 武井政一
武井 政一（たけい まさかず、1961年5月1日 - ）は、日本の政治家。福岡県飯塚市長（1期）。

## 来歴
福岡県穂波町（現・飯塚市）出身。福岡県立嘉穂高等学校、立教大学卒業後、中学教諭や市学校教育課長、県筑豊教育事務所副所長などを務める。学校教育課時代は飯塚市教育委員会教育長だった片峯誠（後の飯塚市長）と4年間共に活動した。2020年4月に市教育長に就任。
2023年9月に片峯が市長在職中に死去すると、武井は10月5日付で市教育長を辞任し翌6日に飯塚市長選への立候補を表明。市長選では元市議会議長の上野伸五と元市行政経営部長の倉智（くらち）敦も立候補し、3人の争いとなった。市長選で武井は片峯市政の継承を掲げ、自由民主党から推薦を得たほか商店街や企業、県教組支部など約400の推薦を得て組織戦を展開し、立憲民主党県連幹部も街頭演説に同行するなどして幅広く浸透。11月12日の投開票の結果、新人3人の争いを制し初当選した。教育長経験者が2代続けて市長に就任するのは同市では初めてだった。※当日有権者数：103,461人、最終投票率：37.52%
開票結果は、当選 武井政一（62歳）無所属 新 18,377票、上野伸五（58歳）無所属 新 11,226票、倉智敦（65歳）無所属 新 8,344票だった。

## 人物
- 家族は妻と息子2人。息子2人は東京都内で働いている[5]。